# Apodemia palmeri
Apodemia palmeri é uma espécie de borboleta, da família Riodinidae. Pode ser encontrada na América do Norte, do oeste do Texas, Novo México, Arizona, sul do Utah, sul do Nevada e do sul da Califórnia do Sul até ao centro do México e Baixa Califórnia.
A sua envergadura é de 20 a 30 mm. Há duas gerações por ano, de Maio a Setembro, no estado do Nevada e Utah, e várias gerações de Abril a Novembro no hemisfério sul.
As suas larvas alimentam-se de Prosopis pubescens e Prosopis glandulosa var. torreyana, e os adultos alimentam-se de néctar das flores.